# Beninische Männer-Handballnationalmannschaft
Die beninische Handballnationalmannschaft ist die Auswahl beninischer Handballspieler, welche die Fédération Béninoise de Handball auf internationaler Ebene – bei Wettbewerben wie auch in Freundschaftsspielen gegen Auswahlmannschaften anderer nationaler Verbände – repräsentiert. 1966 trat der nationale Verband dem Weltverband IHF bei und der größte Erfolg der Herrennationalmannschaft war der neunte Platz bei der Afrikameisterschaft 1996, die zudem im eigenen Land ausgerichtet wurde. Bei den ersten Afrikaspielen 1965 schied das Team nach Niederlagen gegen Madagaskar und den späteren Sieger Vereinigte Arabische Republik in der Gruppenphase aus.

## Internationale Wettbewerbe

### Benin bei Weltmeisterschaften
Die Mannschaft konnte sich bisher nicht für eine Weltmeisterschaft qualifizieren.

### Benin bei Olympischen Spielen
Bisher gelang es der Mannschaft nicht, sich für die olympischen Handballwettbewerbe zu qualifizieren.

### Benin bei Afrikameisterschaften
Die Mannschaft kann bisher eine Teilnahme an der Afrikameisterschaft vorweisen.
| - 1974: nicht qualifiziert - 1976: nicht qualifiziert - 1979: nicht qualifiziert - 1981: nicht qualifiziert - 1983: nicht qualifiziert - 1985: nicht qualifiziert - 1987: nicht qualifiziert - 1989: nicht qualifiziert - 1991: nicht qualifiziert - 1992: nicht qualifiziert - 1994: nicht qualifiziert - 1996: 9. Platz - 1998: nicht qualifiziert | - 2000: nicht qualifiziert - 2002: nicht qualifiziert - 2004: nicht qualifiziert - 2006: nicht qualifiziert - 2008: nicht qualifiziert - 2010: nicht qualifiziert - 2012: nicht qualifiziert - 2014: nicht qualifiziert - 2016: nicht qualifiziert - 2018: nicht qualifiziert - 2020: nicht qualifiziert - 2022: nicht qualifiziert |